# Sardina
Sardina is een monotypisch geslacht van vissen uit de familie van de haringen (Clupeidae). Het geslacht telt één soort.

## Soorten
- Sardina pilchardus (Walbaum, 1792)